# 福岡県道64号苅田採銅所線
福岡県道64号苅田採銅所線（ふくおかけんどう64ごう かんださいどうしょせん）は、福岡県京都郡苅田町から田川郡香春町に至る県道（主要地方道）である。

## 概要
京都郡苅田町神田町（じんでんちょう）3丁目から田川郡香春町大字採銅所に至る。
途中に京都峠（みやことうげ）および味見峠（あじみとうげ）の2つの峠がある。味見峠は1981年（昭和56年）にトンネルおよび新道が開通している。京都郡苅田町にある京都峠は、2005年（平成17年）に不通区間を解消する京都トンネルが完成していたが、接続道路の工事遅延のため通行止めの状態が長く続いていたが、2008年（平成20年）7月7日にトンネルを含む京都峠区間が開通したことにより全通した。京都峠から先、京都郡苅田町大字山口付近に急カーブが存在するが、その先のダム湖付近は未成線となっている。この区間は大型車の離合が困難な旨が案内されている。
狭隘区間が複数箇所点在する。国道10号から分岐してすぐに左折して国道10号に並走するが、ここから福岡県道213号苅田停車場線交点（JR九州日豊本線 苅田駅付近）までの区間と京都郡苅田町京町（日豊本線の踏切）から京都郡苅田町大字馬場の馬場交差点までの区間は住宅地の中を通る裏道のような道路である。京都郡苅田町大字山口から行橋市大字須磨園にかけての区間にも離合困難な区間があるが、一部に離合が不可能なほど狭い区間もあるため、福岡県道254号須磨園南原曽根線などで狭隘区間を回避するよう案内標識が建てられている。
全線通じて峠を越える以上、冬期になると積雪や路面凍結による通行規制が生じやすい。
味見峠の旧道は、田川郡香春町側は砂利道のダート区間、京都郡みやこ町側は車両の進入が不可能に近い程の獣道と化しており、事実上旧道を経由しての峠越えは不可能に近い。

### 路線データ
- 起点：福岡県京都郡苅田町神田町3丁目（苅田町神田町交差点、国道10号交点）
- 終点：田川郡香春町大字採銅所（金辺橋北交差点、国道322号交点）
- 総延長：約21 km

## 歴史
- 1993年（平成5年）5月11日 - 建設省から、県道苅田採銅所線が苅田採銅所線として主要地方道に指定される[1]。

## 路線状況

### 重複区間
- 福岡県道213号苅田停車場線（京都郡苅田町神田町（じんでんちょう）1丁目 - 京都郡苅田町神田町1丁目・苅田駅交差点）
- 福岡県道28号直方行橋線（行橋市大字高来・平尾台入口交差点 - 行橋市大字長尾・長尾交差点）

### 道路施設

#### 橋梁
- 山口橋（京都郡苅田町）
- 山口中橋（白川、京都郡苅田町）
- 落合橋（小波瀬川、行橋市、福岡県道28号直方行橋線重複区間内）

#### トンネル
- 京都トンネル：延長405 m、2006年（平成18年）竣工、京都郡苅田町
- 味見隧道：延長646 m、1981年（昭和56年）竣工、京都郡みやこ町 - 田川郡香春町

## 地理

### 通過する自治体
- 京都郡苅田町
- 行橋市
- 京都郡みやこ町
- 田川郡香春町

### 交差する道路
| 交差する道路                           | 市町村名 | 市町村名 | 交差する場所                  | 交差する場所              |
| -------------------------------------- | -------- | -------- | ----------------------------- | ------------------------- |
| 国道10号                               | 京都郡   | 苅田町   | 神田町（じんでんちょう）3丁目 | 苅田町神田町交差点 / 起点 |
| 福岡県道213号苅田停車場線 重複区間起点 | 京都郡   | 苅田町   | 神田町1丁目                   |                           |
| 福岡県道213号苅田停車場線 重複区間終点 | 京都郡   | 苅田町   | 神田町1丁目                   | 苅田駅交差点              |
| 福岡県道254号須磨園南原曽根線          | 京都郡   | 苅田町   | 大字馬場                      | 馬場交差点                |
| 福岡県道255号山口行橋線                | 京都郡   | 苅田町   | 大字山口                      |                           |
| 福岡県道254号須磨園南原曽根線          | 行橋市   | 行橋市   | 大字須磨園                    | 須磨園交差点              |
| 福岡県道28号直方行橋線 重複区間起点    | 行橋市   | 行橋市   | 大字高来                      | 平尾台入口交差点          |
| 福岡県道28号直方行橋線 重複区間終点    | 行橋市   | 行橋市   | 大字長尾                      | 長尾交差点                |
| 福岡県道250号長尾稗田平島線            | 行橋市   | 行橋市   | 大字長尾                      | 椿市小学校交差点          |
| 福岡県道253号上矢山中黒田線            | 京都郡   | みやこ町 | 勝山岩熊                      | 諌山駐在所前交差点        |
| 国道322号 / バイパス                   | 田川郡   | 香春町   | 大字採銅所                    | [ 注釈 1 ]                |
| 国道322号 / 現道                       | 田川郡   | 香春町   | 大字採銅所                    | 金辺橋北交差点 / 終点     |

### 交差する鉄道
- 日豊本線

### 沿線
- 苅田町立苅田小学校
- JR九州日豊本線 苅田駅
- 苅田町立馬場小学校
- 殿川ダム
- かんだ苑
- 山口ダム
- 行橋市立椿市小学校
- 日本郵政諌山郵便局
- みやこ町立諌山小学校
- 行橋警察署諌山駐在所
- 唯念社

### 峠
- 京都峠（京都郡苅田町）
- 味見峠（京都郡みやこ町 - 田川郡香春町）